# كريس ريتشي
اللواء البحري كريستوفر أنجوس «كريس» ريتشي (ولد في 16 يناير 1949 في ملبورن، أستراليا) ضابط كبير متقاعد من البحرية الملكية الأسترالية الذي شغل منصب رئيس البحرية من 2002 إلى 2005.

## النشأة
ولد ريتشي في ملبورن في 16 يناير 1949 لأنجوس لاشلان ريتشي وكولين بورنيس ريتشي.

## المسيرة العسكرية البحرية
تخرج ريتشي من كلية البحرية الملكية الأسترالية في خليج جيرفيس في عام 1968. حصل على مزيد من التدريب في البحر وفي المملكة المتحدة قبل إجراء سلسلة من التعيينات البحرية وتعيين الموظفين في كلية الناتو للعمليات البحرية في السفينة درياد. شملت قيادته السفن تاراكان وتورينز وبريسبان.
خلال فترة قيادته للسفينة بريسبان نشر في الخليج العربي حيث شارك طوال مدة حرب الخليج الثانية. في عام 1991 ونتيجة لهذه الخدمة عين عضوا في نقابة أستراليا.
في عام 1992 درس في الكلية الملكية للدراسات الدفاعية في المملكة المتحدة. بعد الانتهاء من هذه الدورة تم ترقيته إلى عميد بحري وعين في السياسة البحرية والحرب والاستراتيجية والمفاهيم العسكرية. في عام 1997 تم ترقيته إلى العميد الخلفي وعين قائد بحرية أستراليا ثم شغل منصب نائب رئيس البحرية ورئيس نظم القدرة.
نتيجة لخدمته في هذه التعيينات وبالإضافة إلى حصوله على الميدالية المئوية فقد تم ترقيته إلى ضابط من أستراليا في يناير 2001. تم ترقيته إلى لواء بحري وعين قائد المسرح الأسترالي في 3 أغسطس 2001. كان أول قائد قد عمل سابقا كقائد مكون للمقر. تولى قيادة البحرية الملكية الأسترالية من قائد البحرية اللواء البحري ديفيد شاكلتون في 3 يوليو 2002 وتقاعد في يوليو 2005.